# Макилрой, Дуглас
Малкольм Дуглас Макилрой (англ. Malcolm Douglas McIlroy; 1932, США) — американский математик, инженер и программист. Наиболее известен первоначальной разработкой конвейера в операционной системе UNIX, принципов компонентно-ориентированного программирования и нескольких оригинальных UNIX-утилит: spell, diff, sort, join, speak, tr.

## Биография
Дуглас Макилрой получил степень бакалавра в области инженерной физики в Корнеллском университете в 1954 году и степень доктора наук в области прикладной математики в Массачусетском технологическом институте в 1959 году защитив диссертацию О решении дифференциальных уравнений конических оболочек. В 1958 году присоединяется к Bell Labs. С 1965 по 1986 год — начальник Исследовательского отдела вычислительной техники в Bell Labs, месте рождения операционной системы UNIX, а после этого — Заслуженный член технического персонала. Ушёл из Bell Labs в 1997 году. В настоящее время является адъюнкт-профессором компьютерных наук в Дартмутском колледже. Один из разработчиков компьютерной игры для программистов Дарвин.

## Награды и достижения
Является членом Национальной инженерной академии США. В 2004 году стал лауреатом премии ассоциации USENIX за достижения, известную также как «Пламя» («Flame»), а также лауреатом ещё одной премии этой организации — Software Tools award.